# Spanjorer

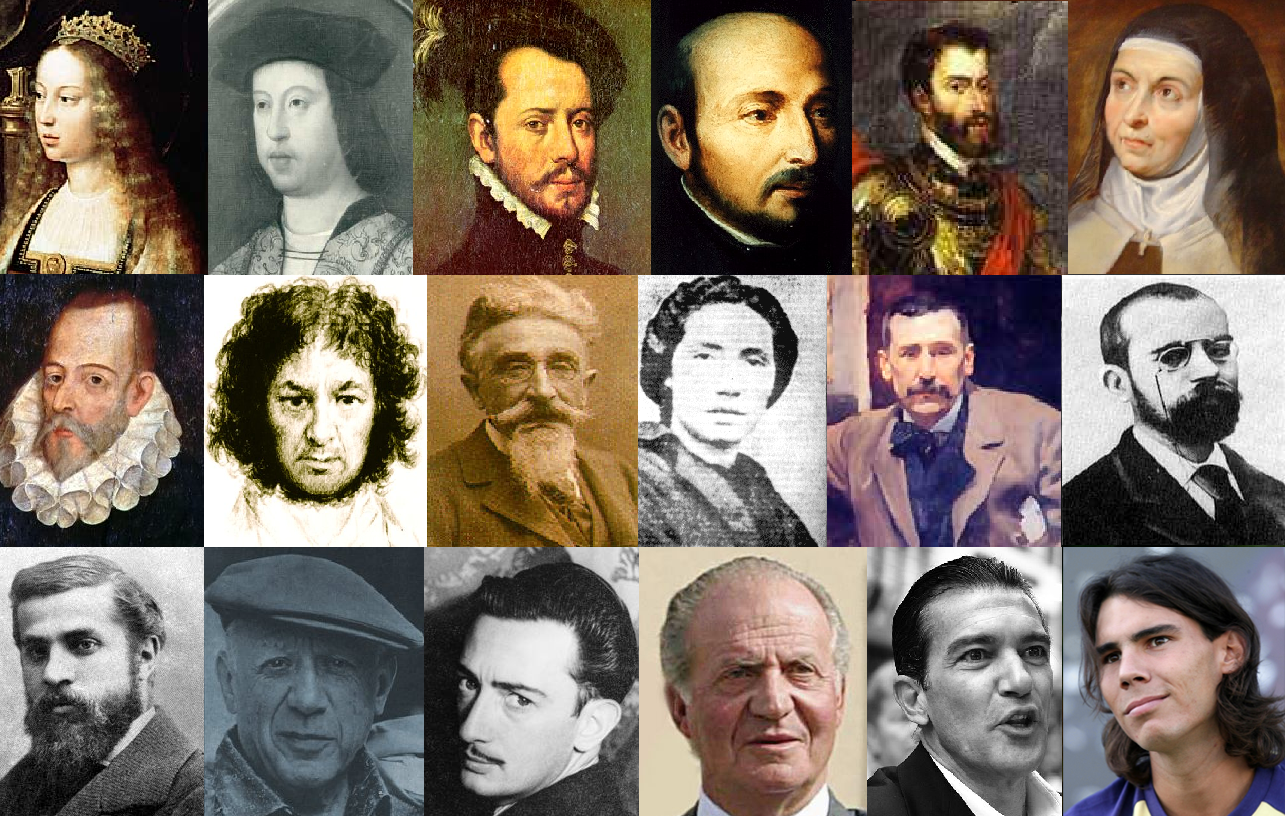
Kollage med 18 spanska personligheter. Övre raden: Isabella av Kastilien, Ferdinand II av Aragonien, Hernán Cortés, Ignatius av Loyola, Karl V och Teresa av Ávila. Mellersta raden: Miguel de Cervantes, Francisco de Goya, José María de Pereda, Rosalía de Castro, Benito Pérez Galdós och Leopoldo Alas. Nedre raden: Antoni Gaudí, Pablo Picasso, Salvador Dalí, Juan Carlos I av Spanien, Antonio Banderas och Rafael Nadal.

Spanjorer, femininum spanjorskor, är ett ibero-romanskt folk. Det har kungariket Spanien som hemland och spanskan i sin kastilianska form som modersmål eller andraspråk. En spanjor är ofta den allmänna beteckningen på någon med spanskt medborgarskap.

## Definition
Begreppet spanjorer syftar idag oftast på en medborgare i Spanien. Spanien är en monarki med federala inslag men inte lika långtgående som i Storbritannien (där bland annat Skottland ofta har egen representation i idrottstävlingar).
Ibland kan ordet spanjor syfta på en person född i eller med Spanien som hemland, oavsett medborgarskap. Mer oegentligt kan det i vissa spanska landsändar syfta på personer från någon av de autonoma regioner som har spanska som enda officiella språk.

## Historia

### Bakgrund
På grund av Iberiska halvöns komplicerade historia är spanjorernas sammansättning och bakgrund mångskiftande. Bland annat har var tredje spanjor idag judiska eller moriska rötter. Spanien enades i slutet av 1400-talet utifrån kungarikena Aragonien och Kastilien, och det var den senare, större landsdelen som mest kom att prägla det sammanslagna riket – inklusive via dess huvudspråk spanska. Det spanska språket exporterades från och med 1500-talet bland annat till erövrade territorier i Latinamerika och Filippinerna, områden som senare kom att bryta sig ut ur Spanien och bilda självständiga stater. Spanskan är än idag majoritets- eller komplementspråk i alla dessa länder.
På Iberiska halvön stabiliserades Spaniens gränser successivt, från 1600-talet (när Portugal återvann sin nationsstatus och gränsen mot Frankrike fixerades) och 1800-talet (när Spanska Nederländerna förvandlades till nya landet Belgien). I nordvästra Afrika finns fortfarande rester av Spaniens afrikanska kolonier (Ceuta, Melilla och Kanarieöarna).

### En nation av nationer
Spansk makt och identitet har ofta utgått från de centrala, kastilianska delarna av landet, sedan 1561 centrerat kring den nya huvudstaden Madrid. Med Kastilien som centrum hade spanska språket (ibland benämnt som kastilianska) spritts över halvön, parallellt med Kastiliens ökade makt. I halvöns periferi i nordväst, norr och i öster finns andra traditioner, och många har där fortfarande galiciska (i Galicien), asturiska (i Asturien), baskiska (i Baskien och Navarra), aragonska (I Aragonien) och katalanska (med olika varianter i Katalonien, Balearerna och Valenciaregionen) som modersmål.
I det till stor del multietniska Spanien skiljs ofta mellan stat[stillhörighet] och nation[alitet]. Det förstnämnda syftar då på staten och medborgarskapet i Spanien, medan det sistnämnda även kan åsyfta landets "historiska nationer" med sina ofta egna regionspråk. Sedan 1970-talets återgång till demokrati har de tre regionspråken galiciska, baskiska och katalanska/valencianska återfått officiella roller i sina respektive landsändar, vilket bidragit till att stärka den regionala identiteteten. Senare decenniers regionala styren har också byggt upp eller främjat institutioner som stärkt denna identitet, via nationalbibliotek på regional basis (exempel: Biblioteca de Catalunya), egna regionindelningar (exempel: vegueria), regionala TV-bolag (exempel: CCMA), kulturinstitutioner (exempel: Fundació Ramon LLull), toppdomäner (exempel: det katalanska .cat) och skolundervisning (i Katalonien är katalanska och inte spanska allmänt undervisningsspråk).
Särskilt stark har hävdandet av den regionala särarten varit i Baskien och Katalonien, vilka hävdar sina lokala särarter på en mängd områden. Där kan den regionala identiteten ibland övertrumfa den nationellt spanska. Katalanskspråkiga Wikipedia, med de flesta bidragsgivarna bosatta i Katalonien, har som standard att presentera katalanska personer som katalanska (och inte som spanska), i ett försök att förtydliga den katalanska särarten gentemot staten Spanien.
Under senare år har de baskiska respektive katalanska landsändarna upplevt oroligheter av olika slag. Efter flera decennier av regional terrorism från baskiska ETA har vapnen lagts ner i utbyte mot större autonomi för regionen Baskien. En fredligare men mer långtgående utveckling i Katalonien ledde under 2010-talet till en spansk konstitutionell kris, sedan Spanien dragit i "handbromsen" för det regionala nationsprojektet.
I likhet med andra mångkulturella nationer som Belgien och Schweiz sluter dock spanjorer av olika bakgrund ofta upp bakom sina spanska representanter när det är internationella mästerskap i idrott.